# Procecidochares alani
Procecidochares alani är en tvåvingeart som beskrevs av Steyskal 1974. Procecidochares alani ingår i släktet Procecidochares och familjen borrflugor. Inga underarter finns listade i Catalogue of Life.